# Oscar Levertin

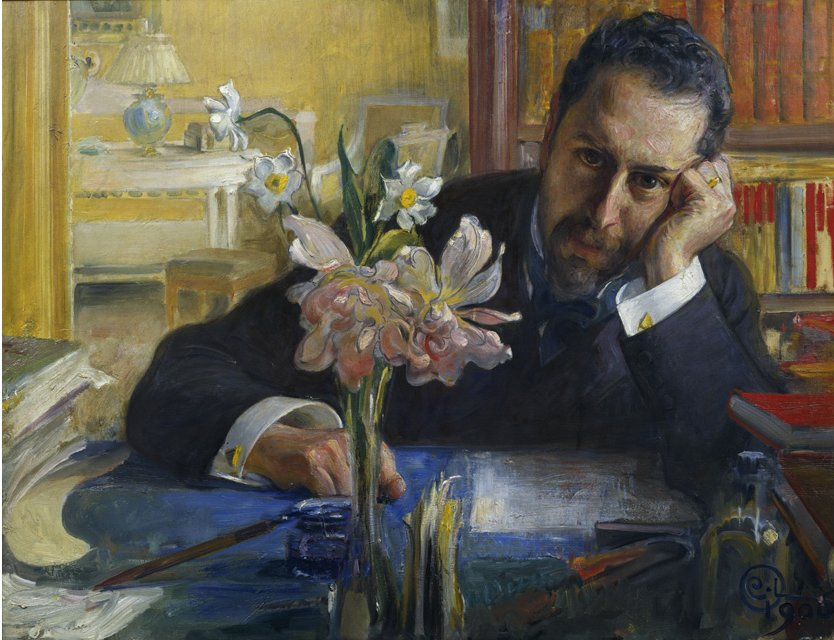
Oscar Levertin, Gemälde von Carl Larsson 1906

Oscar Ivar Levertin (* 17. Juli 1862 im Socken Gryt, Gemeinde Valdemarsvik bei Norrköping; † 22. September 1906 in Stockholm) war ein schwedischer Schriftsteller.

## Leben
Levertin studierte von 1882 bis 1887 in Uppsala. Dort wurde er auch 1889 Dozent für Literaturgeschichte. Zehn Jahre später wurde er zum Professor für dasselbe Fach ernannt.
Mit Verner af Heidenstam wandte er sich gegen den Naturalismus. Als Literaturkritiker der Zeitung Svenska Dagbladet beeinflusste Levertin vor allem die Neuromantiker Schwedens. Levertins eigene Lyrik ist häufig sehr symbolistisch übersteigert.

## Werke
- Dikter (1901)
- Konflikter (1885)
- Legender och visor (1891)
- Nya digter (1894)